# Базарова Надія Павлівна
Надія Павлівна Базарова (нар. 28 січня 1904, Санкт-Петербург — пом. 7 березня 1993, там же) — артистка балету і педагог, автор навчально-методичних посібників «Азбука класичного танцю» і «Класичний танець: Методика четвертого і п'ятого року навчання». Заслужений діяч мистецтв Таджицької РСР (1964).

## Життєпис
Надія Базарова навчалася в Ленінградському хореографічному училищі, де серед її педагогів були Агріппіна Ваганова і Ольга Преображенська. Після випуску в 1923 році була прийнята в балетну трупу Ленінградського театру опери і балету ім. Кірова, де танцювала по 1961 рік. Виконувала партії в балетах «Лебедине озеро», «Дон Кіхот», «Баядерка», «Лускунчик», «Болт» (Гошка, Шкетик).
У 1938 році закінчила у Агріппіни Ваганової педагогічні курси при училищі. У 1938—1982 роках викладала в рідній школі класичний танець; у 1982—1987 роках була завідувачкою методичного кабінету. Серед учениць Базарової — Марина Васильєва, декан виконавської факультету Академії російського балету ім. А. Я. Ваганової.

## Нагороди та звання
- Заслужений діяч мистецтв Таджицької РСР (1964)[2].
- Орден «Знак Пошани» (10.06.1988).